# Paramount Parks
Paramount Parks war ein Freizeitparkbetreiber mit Hauptsitz im Paramount's Carowinds in Charlotte, North Carolina. Bis 2006 besaß und betrieb Paramount Parks sechs Freizeitparks: fünf in den Vereinigten Staaten und einen in Kanada. Als Tochtergesellschaft von Viacom, das zu National Amusements gehörte, verwaltete das Unternehmen fünf Freizeit- und Wasserparks, die jährlich 13 Millionen Besucher anzogen. Viacom übernahm die Kontrolle über Paramount Parks im Rahmen der Übernahme von Paramount Pictures im Jahr 1994. Am 30. Juni 2006 erwarb Cedar Fair das Unternehmen, und der Deal beinhaltete eine zehnjährige Lizenz zur Nutzung des Namens und Themas von Paramount Parks sowie eine vierjährige Lizenz zur Nutzung der Namen und Themen von Nickelodeon. Cedar Fair verzichtete auf die Nutzung der Paramount-Lizenzen und entfernte die Namen und Themen von Paramount und CBS aus den Parks nach der Saison 2007, behielt jedoch die Namen und Themen von Nickelodeon bis nach der Saison 2009, als diese Lizenz auslief.

## Geschichte

### Gründung
Paramount Parks wurde effektiv 1992 gegründet, als Paramount Communications Inc. vier Freizeitparks und einen 20%igen Anteil an einem fünften von Kings Entertainment Company (KECO) für 400 Millionen Dollar erwarb. Die Parks umfassten Kings Island (Cincinnati, Ohio), Kings Dominion (Doswell, Virginia), Carowinds (nahe Charlotte, North Carolina, an der Grenze zwischen  North Carolina und South Carolina), Canada's Wonderland (Vaughan, Ontario) und California's Great America (Santa Clara, California). Der Kauf wurde im August 1992 abgeschlossen, und Paramount erwarb zusätzlich Kings Island von der American Financial Corporation im Oktober 1992. 1993 wurden die Parks umbenannt, mit dem Präfix „Paramount's“, außer Canada's Wonderland, das zu „Paramount Canada's Wonderland“ wurde, und markierten den offiziellen Start von Paramount Parks als eigenständige Einheit.

### Wachstum
Nach der Gründung setzte Paramount Parks darauf, die Parks zu nutzen, um Filme und TV-Serien zu bewerben, und folgte damit dem Beispiel von Disney, Universal und der Partnerschaft von Warner Bros. mit Six Flags. Die Parks behielten bestehende Hanna-Barbera-Themen bei und fügten neue Attraktionen hinzu, die auf Paramount-Filmen und -Serien basierten, wie Top Gun, The Outer Limits und The Italian Job. 1994, nach der Übernahme von Paramount Pictures durch Viacom, wurden Nickelodeon-Themen integriert, darunter Attraktionen wie Rugrats, The Wild Thornberrys und die 4-D-Attraktion SpongeBob Schwammkopf. Diese Ergänzungen zogen jährlich etwa 12 Millionen Besucher an.
Neue Achterbahnen wie Stealth (Great America), HyperSonic XLC und Volcano: The Blast (beide in King's Dominion) sowie Son of Beast (King's Island, die später als Fehlschlag galt) wurden hinzugefügt. 2000 erwarb Paramount eine Mehrheitsbeteiligung an Terra Mitica in Spanien und betrieb es als Terra Mitica: A Paramount Park bis 2004.

### Aufgabe des Freizeitparkgeschäftes
2005 spaltete sich Viacom in zwei Unternehmen auf: das neue Viacom (Filme und Kabel-TV) und CBS Corporation, wobei Paramount Parks an CBS Corporation überging, wirksam ab dem 31. Dezember 2005. CBS hatte jedoch kein Interesse an der Fortführung im Freizeitparkgeschäft und kündigte am 27. Januar 2006 den Verkauf an, da es nicht zu den Kernstrategien des Unternehmens passte. Am 22. Mai 2006 einigte sich Cedar Fair, das bereits sieben Parks besaß, auf den Kauf von Paramount Parks für 1,24 Milliarden Dollar, und der Deal wurde am 30. Juni 2006 abgeschlossen. Der Kauf umfasste eine zehnjährige Lizenz für die Nutzung des Namens und der Themen von Paramount Parks sowie eine vierjährige Lizenz für Nickelodeon-Namen und -Themen.
Nach dem Verkauf an Cedar Fair begann die schrittweise Entfernung der Paramount-Marke. Bis Mitte 2007 wurden alle Paramount- und CBS-lizenzierten Namen aus den Parks entfernt, und einige Attraktionen wie Tomb Raider wurden geschlossen oder umbenannt. Die einzigen verbleibenden Verweise auf Viacom-Eigentum waren die Nickelodeon-Themen in Nickelodeon Universe (King's Island) und Nickelodeon Central (King's Dominion, Carowinds, Great America und Canada's Wonderland). Diese wurden bis nach der Saison 2009 beibehalten und dann für die Saison 2010 durch Peanuts-Themen ersetzt, um mit den Kinderbereichen der anderen Cedar Fair-Parks übereinzustimmen. Die ehemaligen Paramount Parks werden heute, nach der Fusion von Cedar Fair mit Six Flags, von Six Flags betrieben.

### Aktuelle Entwicklungen

#### Paramount Murcia
Das geplante Paramount Park Murcia in Alhama, Spanien, wurde 2011 als zweitgrößter Themenpark Europas nach dem Disneyland Paris angekündigt. Das 158 Hektar große Resort sollte einen Themenpark, sieben Hotels, ein Einkaufszentrum, Restaurants und ein Freiluft-Auditorium für 15.000 Zuschauer umfassen. Die Baukosten wurden auf etwa 1 Milliarde Euro geschätzt, und die Eröffnung war ursprünglich für 2015 geplant. Trotz anfänglicher Fortschritte in der Planung stoppte das Projekt aufgrund mehrerer Rückschläge, darunter der Tod des CEOs der Entwicklerfirma Premursa, Jesús Samper, und eine Entscheidung des Obersten Gerichtshofs von Murcia im Jahr 2017, die einen Teil des Landes für landwirtschaftliche Nutzung reklassifizierte. Damit wurde das Projekt offiziell eingestellt und das erworbene Land verlor an Wert.

#### London Resort
Das Projekt „London Resort“ (ehemals Paramount London) sollte ein großer Themenpark auf der Swanscombe-Halbinsel in Kent, Großbritannien, werden. Ursprünglich 2012 mit Paramount als Lizenzpartner angekündigt, wurde das Projekt als „britisches Disneyland“ beworben, mit geplanten Attraktionen zu Mission: Impossible, The Italian Job und weiteren Paramount-Filmen sowie IPs von BBC und ITV, wie Doctor Who oder Sherlock. Die Eröffnung war zunächst für 2019, später für 2024 und schließlich für 2025 geplant. 2017 zog sich Paramount aus der Partnerschaft zurück, da die London Resort Company Holdings (LRCH) mit weiteren Medienunternehmen zusammenarbeiten wollte. Trotz eines erneuten Einstiegs von Paramount im Jahr 2019 geriet das Projekt in finanzielle Schwierigkeiten. 2022 wurde die Bewerbung für den Bau zurückgezogen, nachdem Natural England Bedenken hinsichtlich des Umweltschutzes äußerte. Im März 2023 ging LRCH in die Insolvenz, und Paramount klagte im November 2023 gegen die Umstrukturierung der Schulden, da diese als unfair angesehen wurde. Im Januar 2025 wurde die LRCH per Gerichtsbeschluss aufgelöst, und das Grundstück auf der Swanscombe-Halbinsel steht zum Verkauf.

#### Paramount Movie Park Korea
In Südkorea wird derzeit das Projekt „Star Bay City“ in Hwaseong, etwa 45 Kilometer von Seoul entfernt, vorangetrieben. Der Freizeitpark, der Teil eines größeren Resort-Komplexes ist, wird in Zusammenarbeit mit der Shinsegae Group entwickelt und soll 2029 eröffnet werden. Das 420 Hektar große Resort umfasst neben dem Themenpark auch ein Wasserpark, ein Einkaufszentrum, ein Golfplatz, Hotels und Wohnanlagen. Der Themenpark selbst wird auf 119 Hektar eine Vielzahl von Attraktionen bieten, die auf Paramount-Marken wie Star Trek, Mission: Impossible, SpongeBob und weiteren Nickelodeon- sowie Paramount-IPs basieren. Die Gesamtkosten des Projekts belaufen sich auf etwa 3,4 Milliarden USD, wovon rund 1 Milliarde USD auf den Themenpark entfallen. Allerdings gibt es Herausforderungen: Die Shinsegae Group hat 2021 rechtliche Schritte gegen die Korea Water Resources Corporation eingeleitet, um Fristen für den Baubeginn neu zu verhandeln, da Verzögerungen drohten. Ursprünglich war eine Eröffnung für 2025 im Rahmen des Inspire Integrated Entertainment Resort in Incheon geplant, diese wurde nun auf das Jahr 2029 verschoben.

## Geplante Standorte
- Paramount Movie Park Korea (Hwaseong, Südkorea), geplant für das Jahr 2029[13][14]

## Nicht realisierte Standorte
- Paramount Theme Park (Dubai, Vereinigte Arabische Emirate)[16]
- Paramount Murcia (Murcia, Spanien)[4]
- London Resort (Kent, Vereinigtes Königreich)[12]

## Frühere Standorte

### Freizeitparks
- Paramount Canada's Wonderland (Vaughan, Ontario, Kanada)
- Paramount's Carowinds (Charlotte, North Carolina)
- Paramount's Great America (Santa Clara, Kalifornien)
- Paramount's Kings Dominion (Doswell, Virginia)
- Paramount's Kings Island (Mason, Ohio)
- Bonfante Gardens (Gilroy, Kalifornien)
- Terra Mítica: A Paramount Park (Benidorm, Spanien)

### Wasserparks
- Boomerang Bay (California's Great America, Carowinds, Kings Island)
- Splash Works (Canada's Wonderland)
- WaterWorks (Kings Dominion)
- Raging Waters (San Dimas, Kalifornien)

### Star Trek Experience
- Star Trek: The Experience (Las Vegas, Nevada)

## Einzelreferenzen
1. 1 2  50 Years of Family Fun at Carowinds - Part 2: The Paramount Parks Years (1993 - 2006). Abgerufen am 27. Mai 2025 (englisch).
2. ↑  Paramount Parks. 12. Mai 2025, abgerufen am 27. Mai 2025 (englisch).
3. ↑  Viacom: ready to sell theme parks. 14. Dezember 2005, abgerufen am 27. Mai 2025 (amerikanisches Englisch).
4. 1 2  MedcoastHomes: Paramount Theme Park and Lifestyle Centre (Murcia - Spain). 3. November 2011, abgerufen am 27. Mai 2025.
5. ↑  José Antonio Vera: Muere Jesús Samper, presidente del Real Murcia. In: as.com (Diario AS). 18. Dezember 2015, abgerufen am 27. Mai 2025 (spanisch).
6. ↑  Monica Ternelli: Parco a tema della Paramount in Spagna: progetto fallito! In: parksmania.it. 16. Juni 2017, abgerufen am 27. Mai 2025 (italienisch).
7. ↑  ARCHIVED - Murcia court rejects 41.5-million-euro compensation claim from Paramount theme park promoters. In: MurciaToday.com. 18. Februar 2021, abgerufen am 27. Mai 2025 (englisch).
8. ↑  Travelmail: Developers plan £2bn Hollywood-inspired resort in Kent to rival Disneyland Paris. 8. Oktober 2012, abgerufen am 27. Mai 2025.
9. ↑  Graeme says: Paramount Pictures plans theme park in Kent to rival Disneyland Paris. In: News Tank. 8. Oktober 2012, abgerufen am 27. Mai 2025 (amerikanisches Englisch).
10. ↑  Lauren MacDougall: Paramount makes shock new deal with Kent's £3.5billion answer to Disneyland. 27. Juni 2019, abgerufen am 27. Mai 2025 (englisch).
11. ↑  Salon Mickey Blog: London Resort sees management changes and reduced planning application for 2023. In: Salon Mickey. 22. Dezember 2022, abgerufen am 27. Mai 2025 (englisch).
12. 1 2  London’s £2.5bn ‘answer to Disneyland’ scrapped for good. 22. Januar 2025, abgerufen am 27. Mai 2025 (englisch).
13. 1 2  Mohegan Gaming & Entertainment: Mohegan Gaming & Entertainment Partners to Bring A Paramount Pictures-Branded Theme Park to Inspire Integrated Entertainment Resort. Abgerufen am 27. Mai 2025 (englisch).
14. 1 2  CHOSUNBIZ: Shinsegae sues Korea Water Resources over ₩4.6 trillion theme park project delays. 13. März 2025, abgerufen am 27. Mai 2025 (englisch).
15. ↑  Blake Taylor: Paramount theme park coming to South Korea in 2029. 10. Oktober 2024, abgerufen am 27. Mai 2025 (amerikanisches Englisch).
16. ↑  Christian Sylt: How Dubai Earned Its Wings In The Theme Park Industry. Abgerufen am 27. Mai 2025 (englisch).